# Jeannette Balou Tchichelle
Jeannette Balou Tchichelle (1947 – 2005) là một nhà văn người Congo và Pháp. Cô sinh ra ở Brazzaville, Cộng hòa Congo. Năm 1969, cô chuyển đến Pháp, nơi cô sống với ba đứa con trai. Năm 1989, báo chí phù phiếm La Pensée Universelle  xuất bản cuốn sách Coeur en exil (A Heart in Exile), trong đó cô viết về cuộc sống ở Paris và bày tỏ nỗi nhớ nhà về quê hương.